# Baskak
Baskak – urzędnik administracji Chanatu Kara Kitajów i imperium mongolskiego. Do jego obowiązków należało egzekwowanie obciążeń podatkowych, posiadał także ograniczone kompetencje wojskowe i nadzorcze.
Znani z historii baskakowie:
- Burundaj